# Espectroscopia de perda de energia de elétrons
Na espectroscopia de ou por perda de energia de elétrons (português brasileiro) ou eletrões (português europeu) (EELS, do inglês electron energy loss spectroscopy), também conhecida como espectroscopia de impacto de elétrons, um material é exposto a um feixe de elétrons com uma estreita e conhecida faixa de energias cinéticas. Alguns dos elétrons sofrerão dispersão (espalhamento) inelástico, o que significa que eles perdem energia e têm seus caminhos ligeira e aleatoriamente desviados. A quantidade de perda de energia pode ser medida através de um espectrômetro de elétrons e interpretada em termos do que causou a perda de energia. As interações inelásticas incluem exitação de fônons, inter e intra transições de banda, excitações de plasmon, ionizações de camadas internas e radiação de Čerenkov.
As ionizações de camadas internas são particularmente úteis para a detecção dos componentes elementares de um material. Por exemplo, alguém pode achar que um número maior do que o esperado de elétrons passando através do material vem com 285 eV (elétron-volts, uma unidade de energia) menos energia do que tinham quando entraram no material. Acontece que esta é a quantidade de energia necessária para remover um elétron das camadas internas de um átomo de carbono. Isto pode ser tomado como evidência de que há uma quantidade significativa de carbono na parte do material que está sendo atingida pelo feixe de elétrons. Com alguns cuidados, e observando-se uma ampla gama de perdas de energia, pode-se determinar os tipos de átomos, e as quantidades de átomos de cada tipo, sendo atingido por um feixe. O ângulo de dispersão (isto é, o montante no qual o trajeto do elétron é desviado) também pode ser medido, fornecendo informações sobre a relação de dispersão de qualquer excitação do material que causou o espalhamento inelástico.

## História
A técnica foi desenvolvida por James Hillier e R.F. Baker na metade dos anos 1940.